# Rémi Gomis
Rémi Gomis (nacido el 14 de febrero de 1984 en Versalles, Isla de Francia, Yvelines, Francia) es un futbolista franco-senegalés que se desempeña como Centrocampista defensivo y actualmente juega en el FC Nantes desde el invierno de 2014. Es internacional con Senegal.

## Trayectoria
Gomis debutó como profesional en el año 2001 de la mano del conjunto del Stade Lavallois de la Ligue 2 donde permaneció hasta 2007, jugando un total de más de cien partidos con este conjunto. Ese año firmó por el SM Caen, pudiendo hacer su debut en la Ligue 1, aunque esa misma temporada bajaron a la Ligue 2. En 2009, abandonó el Caen y firmó por cuatro años con el Valenciennes CF de la Ligue 1. Tras acabar su contrato con este equipo firmó por el Levante UD de la Primera División de España. Tras apenas entrar en los planes del conjunto español, en el mercado invernal de esa temporada regresa a la Ligue 1, esta vez al FC Nantes.

## Carrera como internacional
Es internacional con Senegal desde cuando hizo su debut en 2008, aunque solo ha jugado un total de 14 partidos con el combinado africano.

## Clubes
| Club            | País    | Año           | Partidos | Goles |
| --------------- | ------- | ------------- | -------- | ----- |
| Stade Lavallois | Francia | 2001-2007     | 136      | 5     |
| SM Caen         | Francia | 2007-2009     | 53       | 2     |
| Valenciennes CF | Francia | 2009-2013     | 65       | 1     |
| Levante UD      | España  | 2013-2014     | 0        | 0     |
| FC Nantes       | Francia | 2014-Presente | 7        | 0     |